# Antiblemma caparata
Antiblemma caparata är en fjärilsart som beskrevs av William James Kaye 1924. Antiblemma caparata ingår i släktet Antiblemma och familjen nattflyn. Inga underarter finns listade i Catalogue of Life.